# Moldavščina
Moldavščina (Limba moldovenească) je alternativno lokalno ime za romunščino, ki je uradni jezik v Moldaviji. Knjižna moldavščina je enaka knjižni romunščini, dialektalne razlike so prisotne le v pogovornem jeziku. Moldavščina ni samostojen jezik in kot poseben jezik obstaja le zaradi političnega jezikovnega separatizma, ki ga je spodbujala Sovjetska zveza, ki je Romuniji odvzela Moldavijo. Danes je moldavščina le uraden naziv za romunščino, ki se uporablja na področju nepriznane Pridnestrske republike. V Moldaviji romunščino zapisujejo v latinici, v Pridnestrski republiki pa v cirilici, tako kot so jo v času Sovjetske zveze v sovjetski republiki Moldaviji. Romunščina je pod imenom moldavščina še vedno uradno priznana kot manjšinski jezik v Ukrajini, vendar je ime v procesu menjave.